# Кооперативний рух в Україні
Кооперативним називають суспільний і господарський рух, спрямований на створення й розвиток різних форм (артілей, громад, товариств тощо) і видів (кредитних, споживчих, с.-г.) кооперативів. Початок такого руху на українських землях припадає на 1860-ті рр. Саме тоді почали діяти перші споживчі та ощадно-позичкові товариства (див. Кредитна кооперація в Україні). Наприкінці 1890-х рр. створювалися хліборобські артілі та с.-г. громади. Тривалий час кооперація на українських землях розвивалася без власних централізованих об'єднань – спілок. Це було пов'язано як із певними заборонами царського уряду, так і з нерозвиненістю кооперативної мережі та браком коштів. Питання про заснування українських кооперативних спілок уперше порушила делегація українських кооператорів на 1-му з'їзді представників кредитної кооперації в Москві (1898).

## Кооперативний рух на Підросійській Україні

### Зразковий статут, початок руху
Масштабного розвитку кооперація набула після ухвалення царським урядом Зразкового статуту споживчого товариства (1897). Після революції 1905–1907 року на українських землях виникало бл. 300 споживчих товариств: 1906 їх налічувалося 572, а 1914 – 3052, 2/3 з них діяло на селі, вони створювали власні кооперативні спілки.
С.-г. кооперація веде свій початок від хліборобських артілей (див. М.В.Левитський), а також с.-г. громад, що займалися просвітницькою та агрокульт. роботою. 1914 їх налічувалося 1061.
Напередодні 1917 на укр. землях діяло загалом бл. 8 тис. кооп. товариств усіх осн. видів (споживчі, кредитні та с.-г.) і орг. форм (15-и типів).

### Споживчі товариства на Київщині
Перше споживче товариство було утворене в с. Бакумівка Васильківського повіту на Київщині. Виникли споживчі товариства в с. Шамраєвці Васильківського повіту та при Саливонківському цукровому заводі графині Браницької, в містах Ставище та Чорнобиль, в с. Колодисте за участю В.М. Доманицького, в с. Забуянне Київського повіту, в с. Криве Сквирського повіту за активної участі Й.В. Юркевича, в с. Дзвонкове, у передмісті Києва - Пріорці.
- 7 травня 1907 р. - перший з'їзд споживчих товариств Київської губернії. Активну участь у його підготовці та проведенні брали «апостоли кооперативного руху в Україні» В.М.Доманицький та Й.В. Юркевич.
- 2-5 грудня 1908 р. - другий з'їзд представників споживчих товариств Київщини, на якому заснована Київська спілка споживчих товариств - перша провінційна спілка не тільки в Україні, але й на всій території Російської імперії. Першим її керівником було обрано О.І. Гдешинського. В організації Київської спілки брали активну участь В.М. Доманицький та Й.В. Юркевич.
- 1909 - у вересні Київська спілка споживчих товариств почала видавати часопис «Наше Дєло». Редактором-видавцем часопису був голова бюро Київської спілки споживчих товариств О.І.Гдешинський.
- 1-5 червня 1910 - з ініціативи Київського губернського земства та за підтримки Київської спілки споживчих товариств проведено курси кооператорів в с. Дзензелівка Уманського повіту.

## Після Жовтневого перевороту
Створення самодіяльної української кооперативної системи припадає на 1917–19. Саме тоді виник Центральний український кооперативний комітет (ЦУКК, 15–18 вересня 1917). Він займався координацією роботи всієї української кооперації та розробленням законів. До його складу входили представники кооп. центрів 9 губерній та 40 % спілок. Правління ЦУКК очолював Б.Мартос, його чл. були, зокрема, М.Туган-Барановський та Г.Павловський. В Українській Народній Республіці діяли Дніпровський союз споживчих товариств (Дніпросоюз, 1917), Український кооперативний народний банк (Українбанк, 1917), Центральний український с.-г. кооперативний союз ("Централ", 1918), Укр. кооп. кредитна спілка (1919), а також потужні кооп. спілки в Харкові, Полтаві, Одесі та в ін. містах. Представником укр. кооперації в Міжнар. кооп. альянсі був Дніпросоюз. 1918 в УНР існувало 15 тис. кооп. товариств, об'єднаних у 222 кооп. спілки (120 споживчих, 43 кредитні, 7 с.-г. та 52 універсальні).

## За радянської влади
Невдовзі після встановлення на українських землях радянської влади, внаслідок політики воєнного комунізму, а згодом і розкуркулення, національна кооперативна система, по суті, була ліквідована. Активи центральних органів кооперації перебрала на себе Вукоопспілка, а низова мережа була підпорядкована губсекціям споживчої кооперації.
Відродження української кооперації розпочалося після запровадження РКП(б) нової економічної політики. Тоді знову було створено українську систему сільськогосподарської (див. "Сільський господар", Сільськогосподарська кооперація), кредитної, кустарно-промислової, житлової, робітничої та інших видів кооперації. Українська кооперація мала представництва за кордоном, монополізувала сферу заготівель та збуту сільськогосподарської продукції і в цілому становила окремий сектор економіки.
Реалізація в СРСР проголошеного ВКП(б) курсу на масову колективізацію сільського господарства (див. Колективізація сільського господарства в УСРР/УРСР) досить швидко призвела до руйнації кооперативної системи. Її "реорганізація" в УСРР розпочалася наприкінці 1929. Тоді сільськогосподарська та кредитна кооперація була ліквідована, а споживча перетворилася на державні заклади торгівлі. Діяльність кустарно-промислової кооперації звелась до заготівлі вторинної сировини на кошти держави і в такому вигляді проіснувала до середини 1950-х рр.
На землях Західної України та Буковини українська кооперація діяла з 2-ї половини 19 до кінця 30-х рр. 20 ст.
В УРСР нові кооперативи (у галузі торгівлі, будівництва, заготівель вторинної сировини, перероблення сільськогосподарської продукції) почали створюватися наприкінці 1980-х рр. 

## На Західній Україні до 1939 р.

### За австрійської влади
Спочатку українське товариство "Просвіта", яке було присвячене просвітницьким та культурним зусиллям, намагалося організувати [Кредитна спілка|кредитні спілки], магазини та склади. Однак його спроможність була обмежена відсутністю досвіду в економічних справах. Потребу в досвідченому організаторі заповнив Василь Нагірний (український галицький архітектор та громадський діяч, один із "батьків" кооперативного руху в Галичині), який десятиліття провів у Швейцарії, вивчаючи добре розвинені системи кооперації цієї нації. У 1883 р. Він організував Народну торгівлю, метою якої були купівля та продаж продукції у великих кількостях, усунення посередників та передача заощаджень українським жителям села. Завдяки цій кооперації Нагірний сподівався ознайомити українців з торгівлею. 
За ними пішло багато інших кооперативів. У 1899 р. був заснований Сільський господар, метою якого було навчити селян сучасних методів ведення господарства. До 1913 року в ньому було 32 000 членів. У Львові була створена страхова компанія Дністер, що до 1907 року мала 213 000 страхувальників. Найважливішим, однак, був підйом українських кредитних спілок. Хоча деякі існували ще в 1874 р., кредитна спілка «Віра», заснована Теофілом Кормошом у 1894 в Перемишлі, була першою стабільною і добре регульованою. Зазвичай стягуючи приблизно 10% відсотків за кредити, сотні кредитних спілок виникли по всій Підавстрійській Україні (Королівство Галичини та Володимирі). Вони допомогли вивести традиційних лихварів з бізнесу. У 1904 р. було утворено центральну асоціацію українських кооперативів, яка мала 550 інституційних філій та 180 000 індивідуальних членів. 
Українська греко-католицька церква та її духовенство були активно залучені до кооперативного руху. Було створено об’єднання священників, у центрі уваги яких було покращення соціально-економічних умов селян. Багато священників брали участь в організації кооперативів. Провідник Церкви Андрій Шептицький навчав, що бідним потрібно більше, ніж просто гроші, а освічені або забезпечені зобов'язані допомагати бідним навчитися як вибратися із їхнього скрутного становища: 
|  | Навчіть їх, покажіть, як покращити свою долю |

Зростання кооперативного руху в кінці 19 століття в Україні мало ряд наслідків. Це сприяло налагодженню тісних і гармонійних відносин між інтелігенцією Західної України та селянством, чого інтелігенція в підросійській Україні не змогла досягти. Оскільки кооперативний рух значною мірою був проєктом українофілів (тих західних українців із патріотичною українською національною орієнтацією), його практична допомога українському населенню сприяла його відданості українському національному рухові, а не конкуруючій проросійській орієнтації.
Дійсно, вдосконалення економічних стандартів розвивалося одночасно зі збільшенням української національної свідомості. Оскільки професії лихварів та крамарів традиційно були займані євреями на західній Україні, кооперативний рух також створював фінансові труднощі для місцевої єврейської громади, позбавляючи багатьох євреїв робочих місць. Фінансові труднощі викликали антагонізм між двома громадами та стали приводом для еміграції євреїв з Галичини.

### За польської влади
Після розпаду Австро-Угорщини після Першої світової війни, 1918 р. західні українці оголосили незалежну державу, яку завоювала та поглинула Польща у 1919 р. Це різко розширило сферу українського кооперативного руху. Це вже став не лише інструмент економічного прогресу — кооперативи розглядалися як школа самоврядування та метод економічної самооборони проти польських окупантів, як їх сприймало населення. Рух особливо підтримала найбільша і найзначніша політична партія західних українців - Українське національно-демократичне об'єднання. До руху приєдналися багато західноукраїнських ветеранів, які стверджують:
|  | Працюючи в кооперативах, ми знову стаємо воїнами нації. |

Кожен шматочок капіталу, який залишився в українських руках, розглядався як перемога проти польського ворога. Кооперативна організація зростала і ставала всебічно організованою. Кредитні спілки були об'єднані в Центробанк (Крайовий Союз Кредитовий). Народна Торгівля об'єднала міських роздрібних торговців. Молочні кооперативи об'єднались у Маслосоюз, постачальниками якого були понад 200 000 фермерських господарств. Продукція кооперативу домінувала на західноукраїнській та навіть значній частині центрально-польського ринку, експортувалась до Австрії та Чехословаччини. 
Жінки мали власний кооператив, який до 1936 р. включав 36 000 членів. Тут навчали жінок керувати кооперативами та школами медсестер. Також було створено кооператив, який допомагав популяризувати та продавати продукцію народної творчості, виготовленої вдома.
Усі ці організації були надалі підпорядковані парасольовій організації під назвою Ревізійний союз українських кооператив (РСУК). Кількість українських кооперативів у Галичині зросла з 580 у 1921 р. до 2500 у 1928 р. та приблизно 4000 до 1939 р. Кількість членів напередодні другої світової війни оцінювалась у 700 000 осіб, а самі кооперативи працевлаштовували понад 15 000 українців.
Польський уряд був стривожений зростанням українських кооперативів та намагався їх обмежити, підтримуючи польські кооперативи та створюючи труднощі для українських через звинувачення у порушеннях гігієнічного кодексу чи неправильну подачу звітів. У 1934 р. польський уряд ухвалив закон, примушуючи українські кооперативи за межами Галичини об’єднуватися з польськими. Незважаючи на таку тактику, українці мали вдвічі більше кооперативів на душу населення, ніж поляки.
Коли Радянський Союз анексував Західну Україну в 1939 році, радянська влада ліквідувала більшість українських громадських установ, включаючи українські кооперативи.

## Після проголошення незалежності України
Подальшого розвитку кооп. рух набув уже після проголошення незалежності України. Правові засади для цього створили Закон України "Про споживчу кооперацію" від 10 квітня 1992, Типовий статут кредитної спілки від 7 лют. 1994 та Закон України "Про сільськогосподарську кооперацію" від 17 лип. 1997.